# Marzocco
|  | Per a altres significats, vegeu «Marzocco (Donatello)». |

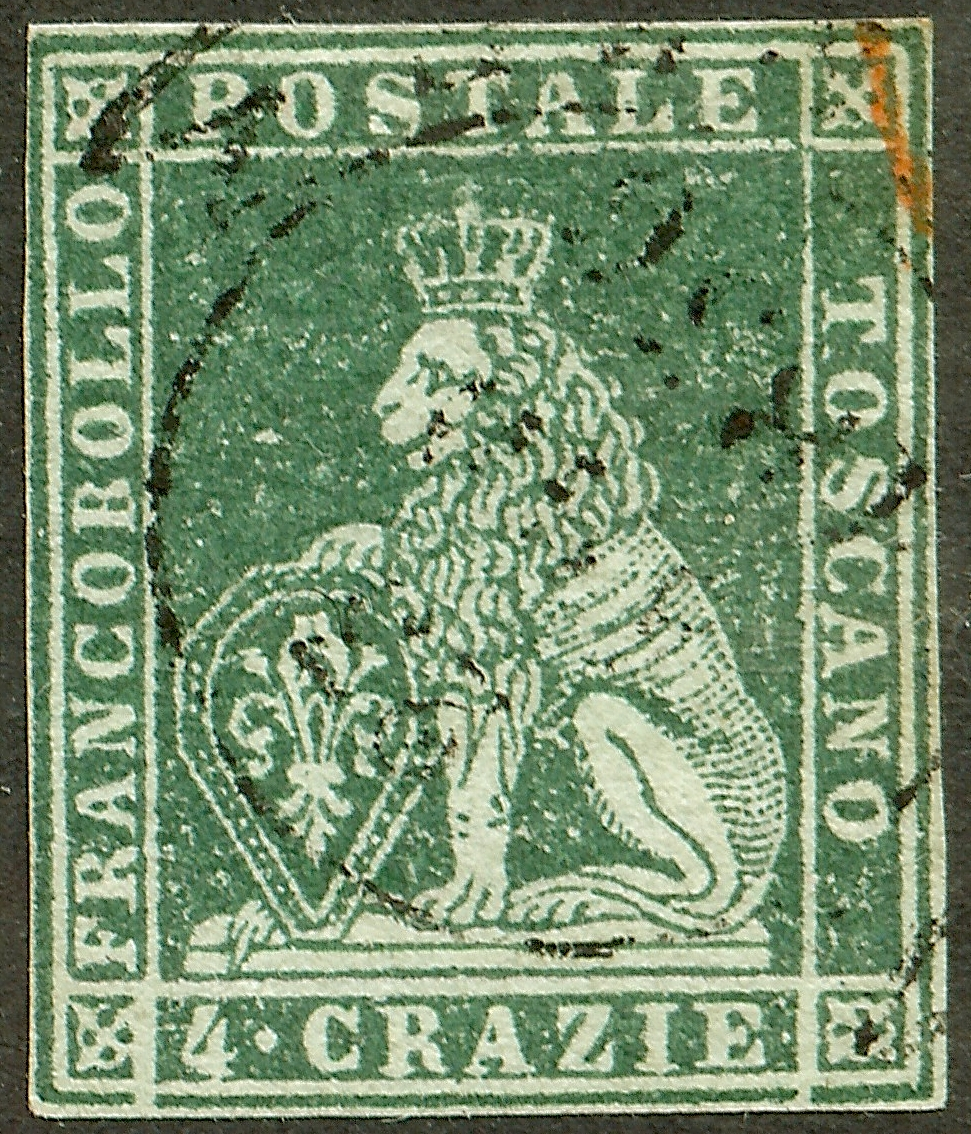
Marzocco a la primera edició filatèlica del Granducato di Toscana (1851)

El Marzocco, era un símbol del poder popular en el República de Florència. La tradició dels animals totèmics a les ciutats italianes de l'edat mitjana era molt forta, especialment a la Itàlia septentrional o central (Pisa l'àguila, Lucca la pantera, Pistoia l'ossa, Florència el lleó, Arezzo el cavall, Siena la lloba, Perusa el griu, Venècia lleó de Sant Marc...) aquesta identificació es reflecteix en molts escuts dels ciutadans o els emblemes d'organitzacions en molts animals totèmics, i l'hàbit de la conservació i l'exposició dels exemplars (per descomptat, si es tractés d'animals que existeixen en la natura) va ser considerat un signe de poder i riquesa.

## Història
El terme és d'etimologia incerta, però sembla del llatí martius = Mart. Una altra explicació és que marzocco és la contracció de la paraula Martocus, com diminutiu de Mart. Més antigament, com es pot veure al penell del Palazzo Vecchio, el marzocco es representava com rampant amb una banderola amb les armes de Florència (Lliri vermell sobre blanc) 
Entre d'altres, Dante descriu la creença comuna que la ciutat de Florència va ser antigament dedicada a Mart, i amb l'existència d'una estàtua romana del Déu, en el fòrum, situat prop del Ponte Vecchio, que va ser destruït per la inundació de 1333.
La més famosa d'aquestes representacions és, sens dubte, el Marzocco de Donatello, es conserva al Museu del Bargello i una còpia a la piazza della Signoria davant del Palazzo Vecchio.